# Miguel Joaquim Aires do Nascimento
Miguel Joaquim Aires do Nascimento (? — ?) foi um político brasileiro.
Foi presidente da província do Maranhão, de 24 de novembro de 1863 a 3 de outubro de 1864 e de 19 de julho a 6 de agosto de 1866.